# Silver Lake (Kansas)
Silver Lake è un comune degli Stati Uniti d'America, situato nello Stato del Kansas, nella Contea di Shawnee.